# Radio Eska

Logo Radio Eska

Radio Eska ist ein privater polnischer Radiosender. Der Sender sendet ein CHR-Format für ganz Polen.

## Geschichte
Radio Eska ging unter dem Namen Radio S am 12. Februar 1991 auf Sendung. Bis 1998 sendete Radio Eska nur in Warschau, Posen und Breslau. Die Sendung hatte zunächst einen musikalischen, informativen und journalistischen Charakter. In den 1990er Jahren sendete Radio ESKA hauptsächlich leichtere Rock- und Popmusik sowie die damals in Polen populären Disco Polo Musik. Im Januar 2000 wurden die unter dem Namen Radio S betriebenen Sender in Radio Eska umbenannt. Von diesem Moment an bildet das von ZPR aufgebaute Netzwerk ein einheitliches Ganzes. 2000 kam neue Frequenzen in Kalisz und Łódź dazu. Die Zielgruppe von Radio ESKA sind Hörer im Alter von 15 bis 34 Jahren. Genres, die Radio ESKA sendet, sind Pop, R&B, Hip-Hop und EDM. Seit 2008 gibt es in Polen ESKA auch als TV-Sender. Laut der Studie für Hörfunknutzung (durchgeführt von Millward Brown SMG/KRC) liegt der Höreranteil von Radio Eska im Zeitraum Dezember 2022-Februar 2023 in der Altersgruppe der 15- bis 75-Jährigen bei 7,0 Prozent. Das reicht für Platz 3 auf dem polnischen Radiomarkt.

## Empfang
Das Programm wird heute über 40 UKW-Frequenzen in ganz Polen übertragen. Es wird auch für Großstädte wie Warschau (105,6 FM) oder Kraków (97,7 FM) gesendet. Der stärkste Sender von Radio Eska steht in Wrocław und sendet auf 104,9 FM. Auch einige polnische Kabelbetreiber strahlen ESKA aus. 

Alle Frequenzen: 

Bełchatów 89,4 FM 

Beskidy 97 FM 

Białystok 90,6 FM 

Bydgoszcz 94,4 FM 

Elbląg 94,1 FM 

Gorzów 93,8 FM 

Grudziądz 90,6 FM 

Iława 89,0 FM 

Kalisz/Ostrów 101,1 89,3 FM 

Kielce 103,3 FM 

Koszalin 95,9 FM 

Kraków 97,7 FM 

Leszno 102,0 FM 

Lublin 103,6 FM 

Łomża 88,8 FM 

Łódź 90,1 FM 

Małopolska / Zakopane 106,8 FM 

Olsztyn 89,9 FM 

Opole 90,8 FM 

Ostrzeszów 96,9 FM 

Piła 105,6 FM 

Płock 95,2 FM 

Poznań 93,0 FM 

Przemyśl 90,3 FM 

Radom 106,9 FM 

Rzeszów 99,4 104,9 FM 

Siedlce 96,8 FM 

Starachowice 102,1 FM 

Szczecin 96,9 FM 

Szczecinek 106,5 99,0 FM 

Śląsk 99,1 FM 

Tarnów 98,1 FM 

Toruń 104,6 FM 

Trójmiasto 94,6 90,7 FM 

Warszawa 105,6 FM 

Wrocław 104,9 FM 

Zamość 97,3 FM 

Zielona Góra 105,7 FM 

Żary 106,6 FM 

## Programm
Das Programm von Radio ESKA war bis 2012 morgens regional. So lief nur in Warschau die Sendung Zjedz Pawelca na śniadanie.
Im Programm gibt es Chartsendungen z. B. die britischen Top 40.